# Wally Tax
Wally Tax (14. února 1948 Amsterdam – 10. dubna 2005 Amsterdam), vlastním jménem Wladimir Tax, byl nizozemský zpěvák. V šedesátých letech působil ve skupině The Outsiders. Po jejím rozpadu, v roce 1969, založil kapelu Tax Free. Ta se po vydání jednoho alba, jehož producentem byl Lewis Merenstein a hráli na něm John Cale a Richard Davis, rozpadla. Své první sólové album s názvem Love In vydal ještě v době existence kapely The Outsiders, v roce 1967. Později vydal několik dalších alb. V polovině sedmdesátých let se odmlčel z aktivní kariéry a začal psát písně pro jiné interprety. Zemřel roku 2005 ve věku 57 let.

## Mládí
Wladimir Tax se narodil 14. února 1948 v Amsterdamu v Nizozemsku. Jeho nizozemský otec a rusko-romská matka se setkali během druhé světové války v koncentračním táboře. Vyrůstal v Amsterdamu a anglicky se naučil v raném věku díky kontaktům s americkými námořníky, kterým dělal pasáka.

## Sólová diskografie
- Love In (1967)
- Wally Tax (1974)
- Tax Tonight (1975)
- Springtime in Amsterdam (1989)
- The Entertainer (2002)